# 16th The Queen's Lancers
O 16º The Lancet's Queen foi um regimento de cavalaria do Exército Britânico, criado pela primeira vez em 1759. Ele serviu por dois séculos, antes de ser fundido com o 5º Royal Lancers da Irlanda para formar o 16º / 5º Lancers em 1922.